# Don Đovani (opera)
Don Điovani (K.527; potpuni naziv: Il dissoluto punito, ossia il Don Giovanni, doslovno "Kažnjeni razvratnik, ili Don Điovani") je opera u dva čina sa muzikom Volfganga Amadeusa Mocarta i libretom Lorenza da Pontea. Premijerno je izvedena u praškom Državnom pozorištu, 29. oktobra 1787. Don Điovani se smatra jednom od najvećih opera svih vremena i pokazala se plodnom temom za komentar sama po sebi; kritičarka Fiona Madoks opisala ju je kao jedno od Mozartovih „tri remek-dela s libretima Da Ponta”.
Don Điovani se naširoko smatra jednim od najvećih muzičkih dela ikad komponovanim, a od opera zasnovanih na legendi o Don Huanu Don Điovani se smatra da je bez premca. Da Ponteov libreto je, poput mnogih iz tog vremena, opisan kao dramma giocoso: „giocoso” značeći razigran, komičan, i „dramma” označavajući operski tekst (skraćenica od „dramma per musica”). Mocart ga je u svoj katalog uneo kao „opera bufa”.
Kao deo standardnog operskog repertoara, Don Điovani je tokom pet sezona 2011/12 do 2015/16 bila deveta na Operabase spisku najviše izvođenih opera širom sveta. Takođe se pokazala kao plodna tema za pisce i filozofe. Danski filozof Seren Kirkegor je napisao dug esej u svojoj knjizi Enten/Eller (Ili/ili) u kojoj tvrdi da je Mocartov Don Điovani najsavršenija opera ikad napisana. Finale, u kojem Don Điovanni odbija da se pokaje, je postao zadivljujuća filozofska i artistička tema za mnoge pisce uključujući Džordža Bernarda Šoa, koji u delu Čovek i superčovek parodira operu (sa eksplicitnim spominjanjem Mocartovih nota za finalnu scenu između Komendatorea i Don Điovanija).
Filmska adaptacija opere se pojavila pod naslovom Don Điovani 1979. i režirana je od strane Džozefa Losija. Neki od velikih Don Điovanija na opernim pozornicama su bili basevi Ecio Pinca, Čezare Siepi i Norman Teigl, te baritoni Ditrih Fišer-Kiskau i Tomas Hapson.

## Poznate arije
- - Leporelo u prvom činu, scena
- - Don Điovani & Zerlina u činu {I}-, scena
- - Dona Elvira u činu , scena
- - Leporelo u činu , scena
- - Dona Elvira u činu , scena
- - Maseto u činu , scena
- - Don Điovani u činu , scena
- - Zerlina u činu , scena
- - Don Otavio u činu , scena
- - Dona Ana u činu , scena
- - Don Điovani u činu , scena
- - Don Điovani u činu , scena
- - Zerlina u činu , scena
- - Leporelo u činu , scena
- - Don Otavio u činu , scena
- - Donn Elvira u činu , scena
- - Don Điovani, Leporello & Commendatore u činu , scena
- - Dona Ana u činu , scena

- Don Đovani, Volfgang Amadeus Mocart, Izvođenje Opere SNP-a, Novi Sad, sezona 2007/08. Fotografije su deo foto zbirke Srpskog narodnog pozorišta.

## Kompozicija i premijera
Opera je naručena nakon uspeha Mocartovog putovanja u Prag u januaru i februaru 1787. godine. Tema je možda izabrana zato što je podžanr Don Žuan opere nastao u tom gradu. Libreto Lorenca Da Ponta zasnovan je na Đovaniju Bertatiju za operu Don Đovani Tenorio, koja je premijerno izvedena u Veneciji početkom 1787. U dva aspekta kopirao je Bertatija: uvodeći ubistvo Komendatora i izbegavajući pominjanje Sevilje (za Bertatija je radnja bila u Vileni, Španija; Da Ponte jednostavno piše „grad u Španiji“).
Opera je trebalo da bude premijerno izvedena 14. oktobra 1787. za posetu nadvojvotkinje Marije Terezije od Austrije, ali nije bila gotova na vreme i zamenjena je Figarovom ženidbom. Mocart je zabeležio njen završetak, konačno, 28. oktobra, noć pre premijere (29. oktobra).
Opera je naišla na oduševljenje, kao što je često važilo za Mocartovo delo u Pragu. Prager Oberpostamtzeitung je izvestio: „Poznavaoci i muzičari kažu da Prag nikada nije čuo nešto slično“, i „opera... je izuzetno teška za izvođenje“. Bečki Provincialnachrichten je izvestio: „Her Mocart je lično dirigovao i radosno i veselo dočekan brojnom publikom.“

### Revizija za Beč
Mocart je takođe nadgledao bečku premijeru dela, koja je održana 7. maja 1788. Za ovu predstavu napisao je dve nove arije sa odgovarajućim recitativima – Don Otaviovu ariju „Dalla sua pace“ (K. 540a, komponovana 24. aprila za tenor Frančesko Morela), Elvirina arija „In quali eccessi ... Mi tradì quell'alma ingrata“ (K. 540c, komponovana 30. aprila za sopran Katerinu Kavalieri) – i duet Leporela i Cerline „Per queste tue manine“ (K. 540b, sastavljeno 28. aprila). Takođe je napravio neke rezove u Finalu kako bi ga učinio kraćim i oštrijim, od kojih je najvažniji deo gde Ana i Otavio, Elvira, Cerlina i Mazeto, Leporelo otkrivaju svoje planove za budućnost („Or che tutti, o mio tesoro"). Da bi se „Ah, certo è l'ombra che l'incontrò” („To mora da je bio duh koji je srela”) direktno povezao sa moralom priče „Questo è il fin di chi fa mal” („Ovo je kraj koji zadesi zlikovce"), Mocart je komponovao drugačiju verziju „Resti dunque quel birbon fra Proserpina e Pluton!” („Da bi bednik mogao da ostane dole sa Proserpinom i Plutonom!“). Ovi rezovi se veoma retko izvode u pozorištima ili na snimanjima.

## Literatura
- Abert, Hermann (2007).  Cliff Eisen, ур. W. A. Mozart. Превод: Stewart Spencer. Yale University Press. ISBN 978-0300072235.
- Allanbrook, W. J (1983). Rhythmic Gesture in Mozart: Le nozze di Figaro and Don Giovanni.. Chicago. (reviewed in Platoff, John. „Untitled.”. The Journal of Musicology. 4 (4): 535—38. 1986.).
- Baker, Even A. (1993), Alfred Roller's Production Of Mozart's Don Giovanni – A Break in the Scenic Traditions of the Vienna Court Opera. New York University.
- Casaglia, Gherardo (2005)."Don Giovanni, 29 October 1787". L'Almanacco di Gherardo Casaglia (језик: италијански).
- Deutsch, Otto Erich (1965). Mozart: A Documentary Biography. Stanford: Stanford University Press. ISBN 978-0-8047-0233-1..
- Freeman, Daniel E. (2013). Mozart in Prague. Minneapolis: Bearclaw. ISBN 978-0-9794223-1-7.
- Goehr, Lydia; Herwitz, Daniel A (2006). The Don Giovanni Moment: Essays on the Legacy of an Opera. New York: Columbia Press University.
- Gounod, Charles, Mozart's Don Giovanni: A Commentary, transl. by Windeyer Clark and J. P. Hutchinson from the third French edition of Le Don Juan de Mozart, London, R. Cocks, 1895, Repr. Da Capo Press, New York, 1970.
- Kaminsky, Peter (1996), How to Do things with Words and Music: Towards an Analysis of Selected ensembles in Mozart's Don Giovanni. Theory and Practice
- Kierkegaard, Søren, Either/Or, ed. by Victor Eremita, abridged, translated, and with an introduction and notes, by Alastair Hannay, Penguin, London, 1992.
- Melitz, Leo (1921), The Opera Goer's Complete Guide
- McClatchy, J. D. (2010). Seven Mozart Librettos. New York: W.W. Norton & Company. ISBN 978-0-393-06609-8.
- Noske, F. R. „Don Giovanni: Musical Affinities and Dramatic Structure.”. SMH. 1973., xii (1970), 167–203; repr. in Theatre Research viii , 60–74 and in Noske, 1977, 39–75
- Ponte, Lorenzo Da. Mozart's Don Giovanni. Dover Publications, New York, 1985. (reviewed in G.S. „Untitled.”. Music & Letters. 19 (2): 216—18. април 1938.)
- Sternfeld, F. W. (октобар 1984). „Reviews of Books”. Music & Letters. 65 (4): 377—78. doi:10.1093/ml/65.4.377.
- Schünemann, Georg and Soldan, Kurt (translated by Stanley Appelbaum) Don Giovanni: Complete orchestral and vocal score Dover 1974
- Tyson, Alan (1990). „Some Features of the Autograph Score of Don Giovanni”. Israel Studies in Musicology: 7—26.

## Spoljašnje veze
- Free scores by Don Giovanni at the International Music Score Library Project
- Opera Guide Synopsis (4 languages), libretto (German, English, Italian), highlights
- Opera in a nutshell Soundfiles (MIDI)
- Piano-Vocal Score of Don Giovanni from Indiana University Bloomington
- „Libretto”. Архивирано из оригинала 13. 10. 2012. г. Приступљено 09. 01. 2019. from Naxos Records
- „Libretto”. Архивирано из оригинала 17. 02. 2020. г. Приступљено 09. 01. 2019., Italian, English
- „Don Giovanni opera”. Архивирано из оригинала 25. 02. 2018. г. Приступљено 09. 01. 2019.